# إيرل إي. تي. سميث
إيرل إي. تي. سميث هو دبلوماسي وسياسي أمريكي، ولد في 8 يوليو 1903 في نيوبورت في الولايات المتحدة، وتوفي في 15 فبراير 1991. نشط حزبياً في الحزب الجمهوري.